# Among Us
Among Us (englisch für „Unter uns“) ist ein Online-Mehrspieler-Deduktionsspiel, das von dem US-amerikanischen Indie-Studio Innersloth entwickelt und auf Android, iOS, Windows, der Nintendo Switch der Playstation 4, PlayStation 5, Xbox One und Xbox Series X veröffentlicht wurde. Erstmals veröffentlicht wurde das Spiel am 15. Juni 2018.
Nach anfänglich geringen Nutzungszahlen verzeichnet das Spiel seit Anfang Juli 2020 einen starken Spielerzuwachs. Als Reaktion hierauf kündigten die Entwickler im August 2020 die Fortsetzung Among Us 2 an. Bereits einen Monat später jedoch wurde Among Us 2 wieder abgekündigt und bekanntgegeben, dass die – ursprünglich für den zweiten Teil – geplanten Inhalte stattdessen für den ersten Teil erscheinen sollen. Im März 2021 wurde die neue Karte „Airship“ veröffentlicht.

## Spielablauf
Die Spieler bekommen jeweils eine von zwei Rollen zugeordnet: Die meisten von ihnen sind Besatzungsmitglieder (Crewmates), eine vorher festgelegte Anzahl der Spieler sind Verräter (Impostors, auf Deutsch: Hochstapler/Betrüger/Verräter). Das Spielgeschehen findet auf einer Karte in Draufsicht statt. Das Ziel der Besatzung ist es, entweder alle ihre Aufgaben zu erledigen oder alle Verräter zu identifizieren und per Mehrheitsentscheid zu eliminieren. Die Aufgabe der Verräter ist es, die Besatzung zu töten, entweder einzeln oder durch Sabotage lebensnotwendiger Schiffssysteme.
Among Us ist ein Mehrspieler-Spiel und mit vier bis fünfzehn Spielern spielbar. Einer bis drei von diesen werden in jeder Runde zufällig als Verräter ausgewählt, der Rest von ihnen ist Besatzungsmitglied. Aktuell gibt es fünf Karten, auf denen das Spiel stattfinden kann. Besatzungsmitglieder erhalten zu Beginn jedes Spiels Aufgaben in Form von Minispielen, die auf der ganzen Karte verteilt sind und aus Wartungsarbeiten wie beispielsweise das Verdrahten der Elektrik und dem Betanken des Antriebs bestehen. Verräter bekommen eine Liste an gefälschten Aufgaben, um sich unter die Besatzung mischen zu können. Verräter können zusätzlich die Systeme auf der Karte sabotieren, Lüftungsschächte durchqueren (venting), andere Verräter erkennen und Besatzungsmitglieder töten. Stirbt ein Besatzungsmitglied, so hinterlässt dieses eine Leiche und wird zu einem Geist. Ist die Spielfigur ein Geist, kann der zugehörige Spieler nur noch die ihm zugewiesenen Aufgaben erledigen, kann nicht mehr mit den anderen Spielern, deren Spielfiguren leben, in den Notfall-Treffen (meeting) kommunizieren und ist während des Spiels für die restlichen Spieler, deren Spielfiguren leben, unsichtbar. Alle Spielfiguren haben ein eingestelltes eingeschränktes Sichtfeld, wodurch es Spielern trotz der Vogelperspektive des Spiels ermöglicht wird, ihre Spielfigur vor anderen Spielern zu verstecken. Auf jeder Karte gibt es zusätzlich zu den Aufgaben noch Überwachungseinrichtungen, wie Kameras in Security oder eine Anzeige, wie viele Personen sich in den einzelnen Räumen aufhalten. Auf der Karte MIRA HQ gibt es statt Überwachungskameras ein sog. „Door log“ (dt. „Tür-Log“), mit dem überprüft werden kann, in welchem Bereich der Karte sich ein Spieler befindet. Auf den Karten Polus und The Airship gibt es zudem die Möglichkeit, zu überprüfen, wer noch lebt (Vitals). Diese Einrichtungen können sowohl von der Besatzung als auch von den Verrätern genutzt werden.
Die Besatzung gewinnt, wenn sie entweder alle Aufgaben erledigt oder indem alle Verräter in den Notfall-Treffen durch Mehrheitsentscheid aus dem Schiff geworfen werden (ejecting). Damit die Verräter gewinnen, müssen diese entweder genügend Besatzungsmitglieder töten, sodass die Anzahl der Verräter der der Besatzungsmitglieder entspricht, oder ein Sabotage-Countdown läuft ab, ohne dass die Besatzung rechtzeitig eingreift. Wenn ein Verräter eine Sabotage durchführt, folgt eine unmittelbare Konsequenz. Man kann die Lichter sabotieren, was die Sicht der Besatzung eingeschränkt. Die Kommunikation der Besatzungsmitglieder kann eingestellt werden oder man kann Türen schließen, die dann je nach Karte entweder für zehn Sekunden verschlossen bleiben oder geöffnet werden müssen. Außerdem kann ein Verräter die Sauerstoff(O2)- und Energiezufuhr (Reactor bzw. Seismic Stabilizers) sabotieren. Wenn dies geschieht, müssen zwei Spieler die Systeme vor dem Countdown-Ende wieder hochfahren. Dies erfolgt durch eine Passworteingabe oder durch einen Hand-Scan. Wenn die Systeme vor dem Countdown-Ende nicht reaktiviert werden, gewinnen die Verräter sofort. Solange eine Sabotage aktiv ist, kann mit dem Notfall-Knopf kein Treffen einberufen werden.
Wenn ein Besatzungsmitglied oder ein Verräter eine Leiche findet, kann er dies melden (reporting). Dies führt zu einem Notfall-Treffen, bei dem das Spiel unterbrochen wird. Die Spieler können sehen, welche Spielfigur noch am Leben ist und wer das Notfall-Treffen einberufen hat. Im Rahmen dieser Versammlung können die verbleibenden Spieler per Chat kommunizieren und an einer Abstimmung teilnehmen. Dazu steht den Spielern eine gewisse Zeit zum Besprechen und Abstimmen zur Verfügung. Jeder Spieler kann pro Runde einem Spieler eine Stimme geben, sich aktiv enthalten oder bis zum Ende der Abstimmungszeit nicht abstimmen. Erhält ein Spieler die Mehrheit der abgegebenen Stimmen, wird die Spielfigur der ausgewählten Person von der Karte geworfen und stirbt. Da dies die einzige Methode ist, einen Verräter zu töten, werden in den Notfall-Treffen häufig intensive Diskussionen geführt. Ein Notfall-Treffen kann ebenfalls einberufen werden, indem ein Spieler den Notfall-Knopf auf der Karte drückt. Die Anzahl an erlaubter Treffen mit dem Knopf kann vor der Runde eingestellt werden. Nach einem Notfall-Treffen verschwinden alle Leichen auf der Karte, wodurch nachträglich nicht mehr festgestellt werden kann, wo die Spielfiguren gestorben sind, außer sie hatten ein Haustier, das nach dem Tod zurückgelassen wird.
Das Spiel kann mit dem eingebauten Text-Chat gespielt werden. Chatting ist nur während des Notfall-Treffens und vor dem Start der Runde möglich. Weil es kein eingebautes Voice-Chat-System gibt, verwenden Spieler häufig externe Programme wie Discord oder TeamSpeak, um miteinander zu kommunizieren. Dabei wird gewöhnlich darauf verzichtet, außerhalb der Notfall-Treffen miteinander zu sprechen.

## Entwicklung und Veröffentlichung
Among Us wurde von dem Partyspiel Mafia (auch bekannt in der Umsetzung als Die Werwölfe von Düsterwald) inspiriert und sollte ursprünglich ein nur lokales Mehrspieler-Spiel für Handys sein. Im Juni 2018 wurde das Spiel erstmals für Android und iOS veröffentlicht. Kurz nach der Veröffentlichung hatte Among Us eine durchschnittliche Spielerzahl von 30 bis 50 Spielern gleichzeitig. Nach einigem Feedback von Spielern entschieden die Entwickler das Spiel als Online-Mehrspieler auf Steam zu veröffentlichen. 2019 wurden zwei neue Karten hinzugefügt.
Laut Programmierer Forest Willard machte der Twitch-Streamer Chance „Sodapoppin“ Morris das Spiel im Juli 2020 populär. Im Anschluss daran begannen viele andere Twitch-Streamer und YouTuber Among Us zu spielen. Dadurch stieg die Anzahl der Spieler schnell an und erreichte ihren Höhepunkt bei 1,5 Millionen Spielern gleichzeitig. Dies erwies sich als starke Belastung für die Server des Spiels, die zeitweise sogar ausfielen. Wegen des plötzlichen Erfolges von Among Us entschieden die Entwickler, einen Nachfolger, Among Us 2, zu entwickeln, entschieden sich dann aber die Ideen für die Fortsetzung im Originalspiel einzufügen. Der Entwickler kündigte an, Among Us weiter zu verbessern und zu erweitern. Begonnen hat der Entwickler mit einem Account-System, besserer Spielbarkeit für Farbenblinde und einer zusätzlichen Karte. Zusätzlich sind Freundeslisten, die Beseitigung der Server-Probleme und die Einführung von mehr Farben geplant.
Auf den Game Awards 2020 wurde die Karte „The Airship“ angekündigt, die von dem ebenfalls von Innersloth publizierten Spiel The Henry Stickmin Collection inspiriert ist. Am 18. März 2021 gab Innersloth den finalen Veröffentlichungstermin bekannt, die „Airship“-Map wurde schließlich am 31. März 2021 veröffentlicht.
Um die Größe von „The Airship“ besser auszunutzen, wurde zum Launch der Map angekündigt, später größere Lobbys mit bis zu 15 Spielern anzubieten.
Am 10. Juni 2021 kündigte Innersloth anlässlich des „Summer Game Fest“ den Verlauf der Entwicklungen an Among Us an. Neben 15-Spieler-Lobbys (und den dafür nötigen neuen Farben) wurde ein grafisches Update des Spiels angekündigt, sowie eine fünfte Karte, Errungenschaften (Achievements), neue Rollen (u. a. Sheriff und Scientist) und weitere Spielmodi wie Hide ’n’ Seek. Außerdem soll es in Zukunft die Möglichkeit geben, Accounts über die verschiedenen Spieleplattformen hinweg miteinander zu verbinden, um Kosmetikkäufe und andere Daten zu synchronisieren. Es soll nun auch „Visier-Kosmetik“ (visor cosmetics) geben, also beispielsweise Brillen, die man für die Spielfiguren auswählen kann. Am 13. Juni 2021 wurde das Veröffentlichungsdatum für den 15. Juni mit einem kurzen Trailer angekündigt.
Die Konsolenumsetzung für PlayStation 4, PlayStation 5, Xbox One, Xbox Series X wurde am 14. Dezember 2021 veröffentlicht.
In einem Blogpost vom 27. Oktober 2021 wurde außerdem eine neue Rolle angekündigt. Mit „Shapeshifter“ (Sinngemäße Übersetzung etwa „Gestaltwandler/Formwandler“) wird es für die Impostor möglich sein, für kurze Zeit die Gestalt eines anderen Mitspielers anzunehmen, um andere Mitspieler zu täuschen. Allerdings werden dabei Laut Innersloth Spuren hinterlassen, sodass sich Rückschlüsse ziehen lassen, wo sich ein Spieler „verkleidet“ hat. Diese Rolle ist bereits in ähnlicher Form in einigen Mods, meist unter den Namen „Morphling“ implementiert.
Mit dem Update v2021.11.09, welches am 9. November 2021 veröffentlicht wurde, fügten die Entwickler die Crewmate-Rollen „Scientist“ (dt. „Wissenschaftler“), „Guardian Angel“ („Schutzengel“) und „Engineer“ („Ingenieur“), sowie die Impostor-Rolle „Shapeshifter“ („Formwandler“) hinzu. Außerdem ist es jetzt möglich, Accounts über verschiedene Plattformen hinweg zu synchronisieren. Dabei werden Statistiken und Käufe überall synchronisiert. Außerdem wurden Errungenschaften, sowie ein XP-System hinzugefügt, mit dem sich weitere Skins freischalten lassen („Cosmicubes“). Die Skins sind rein visuell und bringen dem Spieler keine Vorteile.
Am 9. Dezember 2022 wurde mit der Version v2022.12.08 der Spielmodus Hide ’n’ Seek (Versteckspiel) eingeführt. Im Gegensatz zu dem klassischen Modus gibt es hier keine Emergency Meetings. Hier besteht die einzige Aufgabe des Impostors darin, die gesamte Besatzung zu töten, bevor die Zeit abgelaufen ist. Die Crewmates hingegen müssen weiterhin Minispiele lösen, um die Zeit, die dem Impostor bleibt, zu verkürzen. Im Gegensatz zum klassischen Spielmodus können hier statt dem Impostor nur die Crewmates die Vents benutzen, um sich vor dem Sucher zu verstecken. Dabei kann in den Lobby-Einstellungen konfiguriert werden, wie oft ein Crewmate pro Runde Vents benutzen darf.
Am 28. Oktober 2023 veröffentlichte Innersloth die neue Karte „The Fungle“ auf allen Plattformen.
Am 18. Juni 2024 wurden drei neue Rollen (Tracker (Spürnase), Noisemaker (Heulboje) und Phantom) sowie erweiterte Lobbyeinstellungen und Fehlerbehebungen zu dem Spiel hinzugefügt.

## Neue Rollen
Mit Version v2021.11.09 wurden vier neue Rollen in Among Us eingeführt. In den Lobby-Einstellungen kann festgelegt werden, wie viele und mit welcher Wahrscheinlichkeit welche Rolle vergeben wird. Außerdem gibt es für jede Rolle erweiterte Optionen, um zum Beispiel den Cooldown (Wartezeit) anzupassen.

### Crewmate-Rollen

#### Scientist (Wissenschaftler)
Der Scientist kann von überall auf Vitals zugreifen, also die Anzeige, welcher Spieler noch lebt, und wer schon gestorben ist. Allerdings muss er Aufgaben erledigen, um die Batterien der mobilen Lebensanzeige wieder aufzuladen.

#### Engineer (Ingenieur)
Der Engineer kann, wie die Impostors auch, die Lüftungsschächte (engl. Vents) benutzen, um sich auf der Karte fortzubewegen. Durch erweiterte Einstellungen kann festgelegt werden, wie lange er sich maximal in einem Vent aufhalten darf und wie lange er nach einer Ventbenutzung auf die nächste warten muss.

#### Guardian Angel (Schutzengel)
Die Rolle Guardian Angel wird dem ersten toten Crew-Mitglied zugewiesen. Dieser kann dann für eine bestimmte Zeit einen Spieler vor einer Ermordung durch einen Impostor schützen.

#### Tracker (Spürnase)
Die Rolle Tracker besitzt die Möglichkeit, den zurückgelegten Laufweg eines Crew-Mitgliedes über eine bestimmte Zeit einzusehen. Dies kann über die Karte gesehen werden. Um diese Funktion zu nutzen, muss man das Crewmitglied vorher mit einem Tracker versehen.

#### Noisemaker (Heulboje)
Die Rolle Noisemaker wird aktiv, wenn ein Impostor den Spieler dieser Rolle ermordet hat. Diese Rolle gibt kurz nach der Ermordung einen Laut von sich und es wird ein visueller Indikator aktiviert, der zeigt, wo die Leiche liegt.

### Impostor-Rollen

#### Shapeshifter (Formwandler)
Der Shapeshifter kann für einen bestimmten Zeitraum sein Aussehen verändern, sodass er wie ein anderer Mitspieler aussieht und so Verwirrung stiften. Es kann in den erweiterten Einstellungen eingestellt werden, ob Spuren von der Verwandlung hinterlassen werden sollen.

#### Phantom
Das Phantom kann sich für einen bestimmten Zeitraum unsichtbar machen. Bei der Aktivierung und bei dem Verlassen der Unsichtbarkeit wird eine Animation gezeigt.

## Spielmodi
Neben dem klassischen Spielmodus wurde mit dem Update v2022.12.08 der Spielmodus Hide ’n’ Seek (Versteckspiel) eingeführt.

## Community
Among Us hat eine engagierte Community, die unter anderem durch Mods neue Rollen, Spielerfarben, Skins oder Spielmodi hinzugefügt hat. Außerdem wurden Programme entwickelt, die es ermöglichen mit Personen zu kommunizieren, die sich im Spiel nahe an der eigenen Spielfigur befinden (proximity chat)

## Auszeichnungen
| Auszeichnung                | Datum der Preisverleihung | Kategorie                | Resultat  |
| --------------------------- | ------------------------- | ------------------------ | --------- |
| Golden Joystick Awards 2020 | 24. November 2020         | Durchbruchspreis         | Gewonnen  |
| The Game Awards 2020        | 10. Dezember 2020         | Bestes mobiles Spiel     | Gewonnen  |
| The Game Awards 2020        | 10. Dezember 2020         | Bestes Mehrspieler-Spiel | Gewonnen  |
| Steam Awards 2020           | 3. Januar 2021            | Werk der Liebe           | Nominiert |

Im November 2020 wurde Among Us mit dem Pädagogischen Medienpreis in der Kategorie Angebote für Jugendliche der medienpädagogischen Facheinrichtung SIN – Studio im Netz e. V. ausgezeichnet.
Im Dezember 2020 wurde das Spiel von Apple als beliebtestes kostenfreies Spiel ausgezeichnet. Am 10. Dezember 2020 gewann Among Us die Game Awards in den Kategorien Bestes Mehrspieler-Spiel und Bestes mobiles Spiel.